# Konrad Hoffmann (Kunsthistoriker)

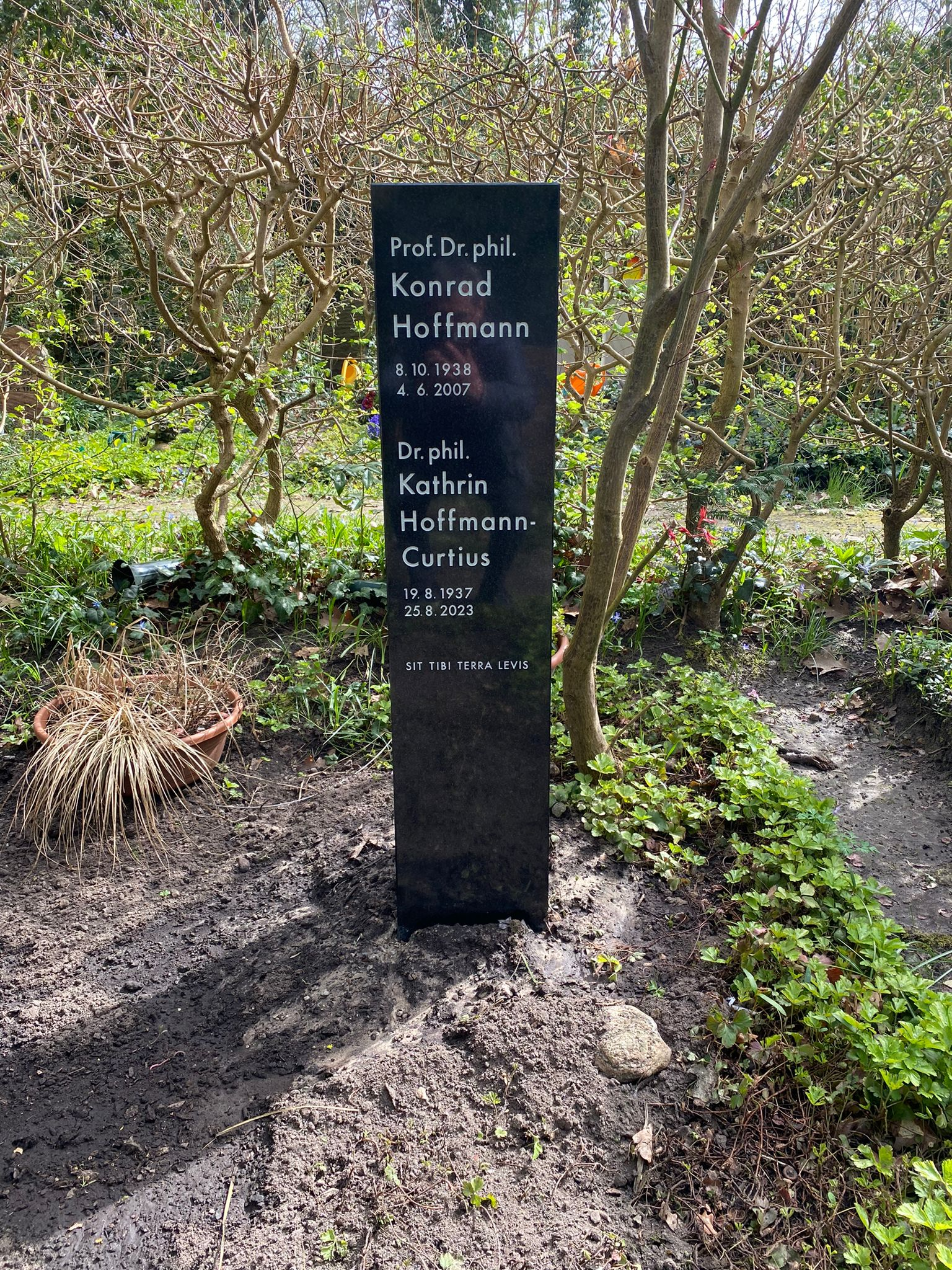
Grabstätte auf dem Friedhof Heerstraße

Konrad Hoffmann (* 8. Oktober 1938 in Berlin; † 4. Juni 2007 ebenda) war ein deutscher Kunsthistoriker.

## Leben
Von 1957 bis 1964 studierte er Kunstgeschichte, Archäologie sowie Geschichte in Bonn, Berlin, München und London (Warburg Institute). Nach der Promotion 1964 an der Universität Bonn bei Herbert von Einem war er von 1965 bis 1968 wissenschaftlicher Assistent am Kunsthistorischen Institut der Universität Tübingen. Von 1969 bis 1970 war er Research Consultant am Metropolitan Museum of Art, New York, Medieval Department. Nach der Habilitation 1970/1971 an der Universität Tübingen war er Privatdozent und 1972/1973 Universitätsdozent. 1976 wurde er außerplanmäßiger Professor.
Seine Forschungsschwerpunkte waren Kunst des Mittelalters und der Frühen Neuzeit und Wissenschaftsgeschichte (Methodenkritik).
Konrad Hoffmann war mit der Kunsthistorikerin Kathrin Hoffmann-Curtius (1937–2023) verheiratet. Er starb am 4. Juni 2007 im Alter von 68 Jahren in Berlin. Er wurde auf dem Friedhof Heerstraße in Berlin-Westend beigesetzt (Grablage: I/W13-167-168).